# Las noches de Luciana
Las noches de Luciana es una telenovela colombiana producida y emitida por RCN Televisión entre 2004 y 2005.
Esta protagonizada por Paola Turbay y Renato Rossini, con la participación antagónica de Andrea Guzmán, Javier Delgiudice, Verónica Orozco, Luis Fernando Hoyos y Marcela Gallego. Contó además con la actuación estelar de la primera actriz Vicky Hernández y el lanzamiento de Shirley Gómez.

## Argumento
La historia se desarrolla en dos lugares distintos: La Isla Hermosa, un paradisíaco y recóndito lugar ubicado en el Caribe colombiano en donde vive Joaquín (Renato Rossini), un hombre que ama su vida en las hermosas playas como humilde pescador aunque vive demasiado alejado de la civilización pero no sólo físicamente sino en su mente también.
Por otro lado está Bogotá, la ciudad capital, cosmopolita y bulliciosa, en donde vive Luciana Rivas (Paola Turbay), que es la conductora estelar de una programa llamado Las noches de Luciana. Ella lo tiene todo: fama, fortuna, dinero, pretendientes... pero aún no ha encontrado el amor de su vida.
Las cosas cambian cuando por casualidades de la vida un televisor llega a parar a la remota Isla Hermosa, en donde los nativos por primera vez se ven algo tan magnífico. Cuando Joaquín ve el programa "Las noches de Luciana" queda totalmente impactado con su belleza y su único objetivo será encontrar a Luciana.
Así haciéndose pasar por masajista llega más allá de las fronteras de su imaginación hacia la capital, donde por fin logra conocer a Luciana, quién también se enamora de él. Sin embargo ella tendrá que decidir vivir en la Isla Hermosa al lado de Joaquín con una vida humilde pero feliz o al lado de José Miguel (Javier Delgiudice) el dueño del canal que produce su programa.
Luciana se verá enfrentada a la traición y manipulaciones de Samuel (Luis Fernando Hoyos), su único hermano, quien ha unido fuerzas con Katia Lopera (Verónica Orozco), una corista con aspiraciones bastante altas y capaz de lo peor con tal de ocupar el puesto de Luciana.

## Elenco
- Paola Turbay -   Luciana Rivas
- Renato Rossini - Joaquín Morales
- Verónica Orozco - María Catalina "Katia" Lopera
- Andrea Guzmán - Soledad Daza
- Javier Delgiudice - José Miguel Escalante
- Diego León Hoyos - Don Cristóbal
- Vicky Hernández - Lourdes
- Salvo Basile - Massimo Nero
- Luis Fernando Hoyos - Samuel Rivas
- Marcela Gallego - Patricia Escalante de Rivas
- Luly Bossa - Natividad
- John Alex Toro - Iván Mauricio Romero
- Gregorio Pernía - Primitivo
- Ángela Vergara - Yamile
- Carmenza Gómez - Eulalia
- Bibiana Navas - Marisela
- Juan del Mar - Emerio
- Martha Restrepo - Nancy Liliana García
- Shirley Gómez - Saray Daza
- Ana María Arango - Gladys Romero
- Félix Antequera - Calixto
- Orlando Lamboglia - Memo
- Luigi Aycardi - Marcelo Varela
- Carmenza Cossio - Beatriz Londoño "Betty"
- José Luis Campos - Jhonny Ki
- Moisés Rivillas - Chonga
- Kenny Delgado - Alfonso Escalante
- Alejandra Miranda - Doris
- Yuly Pedraza - Rosita Antequera
- Haydée Ramírez - Stella Antequera
- Hannah Zea - Alice Jonhson / Alicia Ortega
- Catalina Gómez - Marcela
- Maurelys Serrano - Chilala
- Víctor Cifuentes - Abogado
- Francisca Estévez - Francisca